# 91 Pułk Piechoty (austro-węgierski)

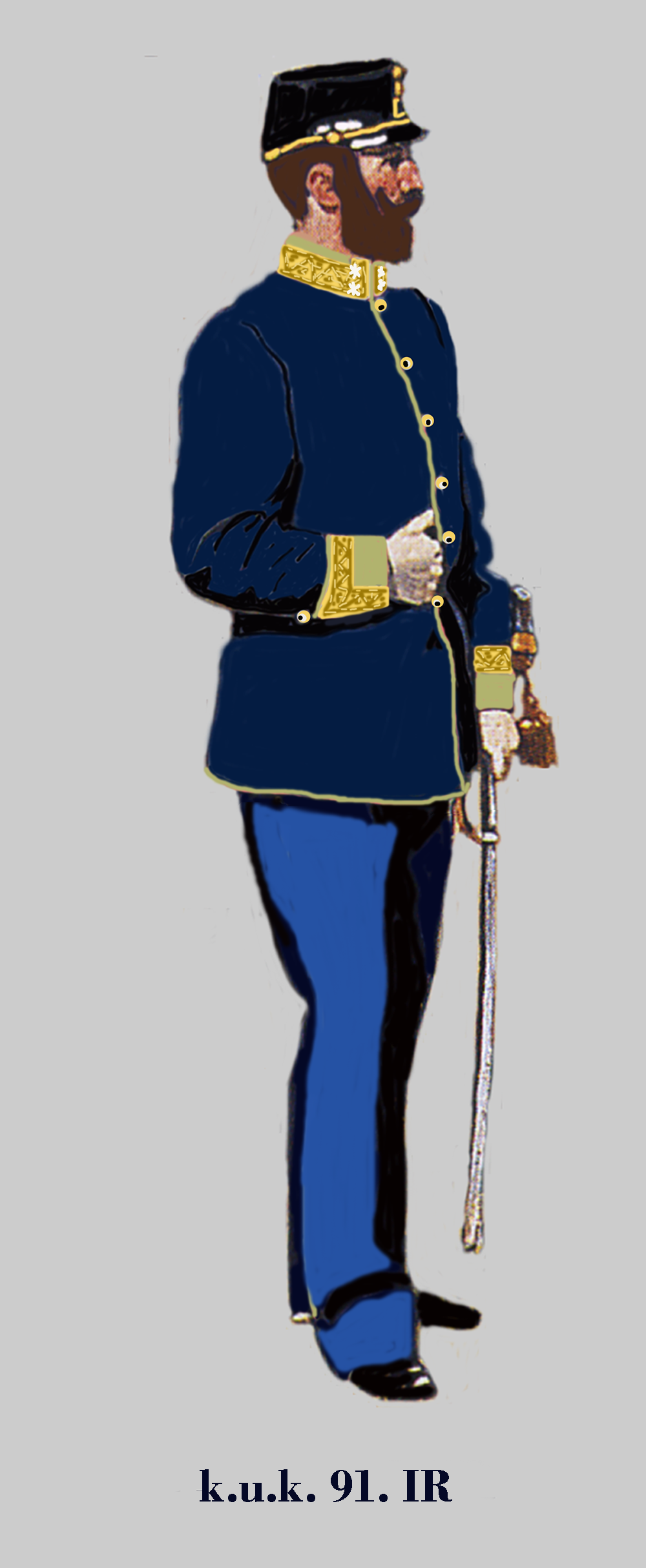
Porucznik IR. 91 w mundurze służbowym

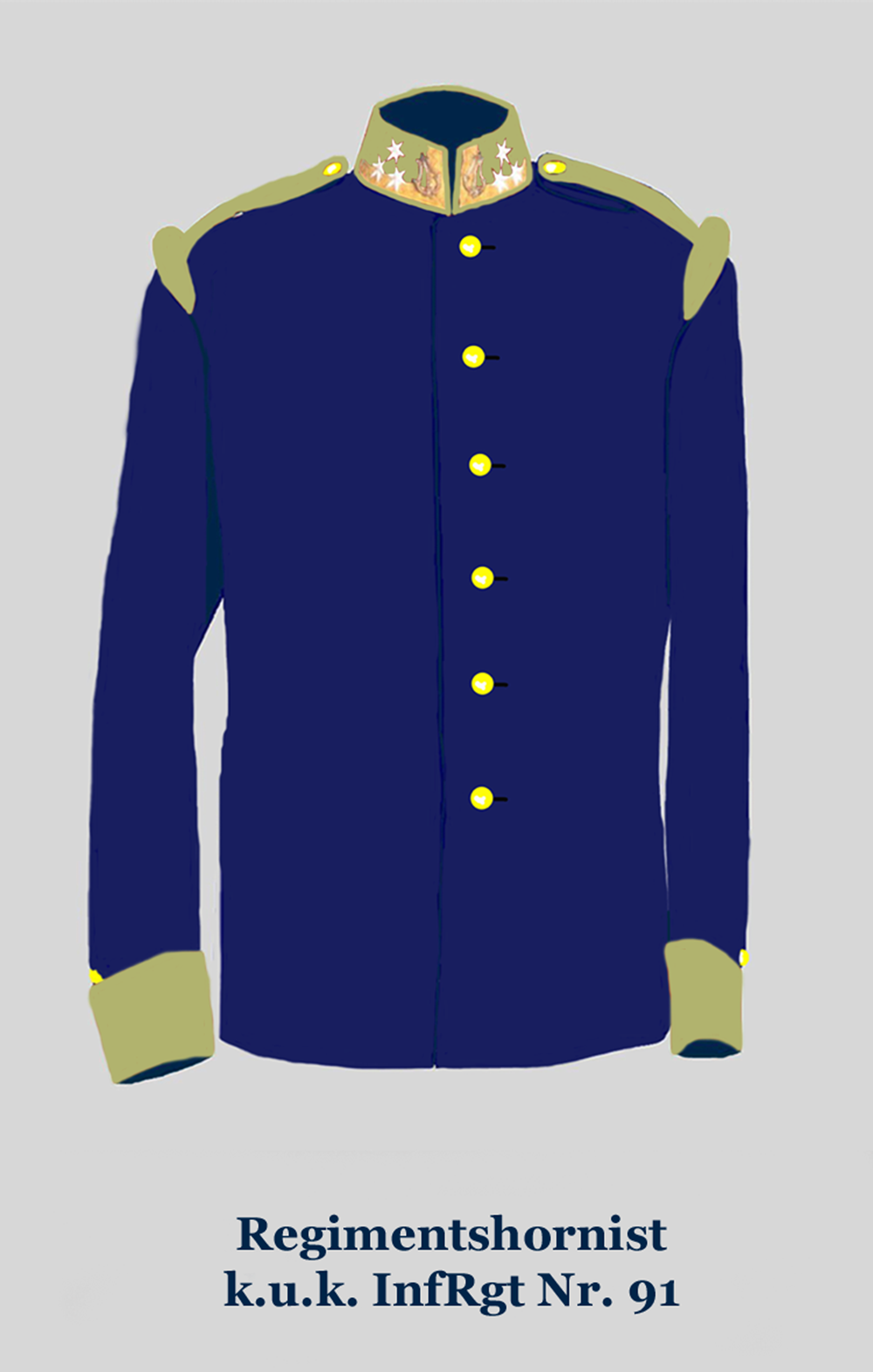
Kurtka munduru trębacza pułkowego IR. 91

Czeski Pułk Piechoty Nr 91 (IR. 91) – pułk piechoty cesarskiej i królewskiej Armii. 

## Historia pułku
Pułk Piechoty Nr 91 został sformowany 1 stycznia 1883 roku z połączenia dwóch batalionów wydzielonych ze składu 11 i 75 Pułku Piechoty oraz 24 i 34 Batalionów Strzelców Polnych. 
Okręg uzupełnień nr 91 Czeskie Budziejowice (niem. Budweis) na terytorium 8 Korpusu.
Czesi stanowili 45% składu, Niemcy 54%.
W latach 1885–1902 szefem pułku był zbrojmistrz polny Ludwig von Elmbach und Groara (ur. 24 lutego 1823, zm. 12 listopada 1902). W 1904 roku nowym szefem pułku został zbrojmistrz polny Hubert von Czibulka (ur. 16 sierpnia 1842, zm. 28 lutego 1914). Po jego śmierci pułk nie otrzymał nowego szefa.
W 1890 roku sztab pułku razem z 1. i 2. batalionem stacjonował w Czeskich Budziejowicach, 4. batalion w Trzeboniu (niem. Wittingau), a 3. batalion był detaszowany w Trebinje na terytorium 15 Korpusu. Pułk (bez 3. batalionu) wchodził w skład 38 Brygady Piechoty należącej do 19 Dywizji Piechoty, natomiast detaszowany 3. batalion był podporządkowany komendantowi 2 Brygady Górskiej należącej do 18 Dywizji Piechoty. W następnym roku 4. batalion został przeniesiony z Trzebonia do Budziejowic. W 1893 roku pułk został przeniesiony do Pragi z wyjątkiem 2. batalionu, który pozostał w Budziejowicach. Cały pułk został włączony w skład 17 Brygady Piechoty 9 Dywizji Piechoty. W 1896 roku 2. batalion został przeniesiony do Pragi, a do Budziejowic wrócił 1. batalion.
W 1914 roku komenda pułku oraz II i III batalion stacjonował w Pradze. IV batalion i Kadra Batalionu Zapasowego stacjonowała w Czeskich Budziejowicach, natomiast I batalion był detaszowany w Teodo (obecnie Tivat w Czarnogórze).
W 1914 roku pułk wchodził w skład 17 Brygady Piechoty należącej do 9 Dywizji Piechoty. 
W pułku służył w 1915 pisarz Jaroslav Hašek, który wykorzystał swoje doświadczenia w powieści Przygody dobrego wojaka Szwejka.

## Kadra pułku
Komendanci pułku
- płk Anton Rischanek (1883[1][2])
- płk Gustav von Henikstein ( – 1891 → komendant 16 Brygady Piechoty)
- płk SG Albert von Koller (1891[9] – 1892 → szef sztabu 8 Korpusu)
- płk Victor Latscher (1892-1897 → komendant 33 Brygady Piechoty)
- płk Emil Emil Ivanossich von Küstenfeld (1897 – )
- płk Hermann Eccher ab Echo und Marienberg (1914)

Oficerowie pułku
- Rudolf Andryszczak